# 無線設備規則
無線設備規則（むせんせつびきそく、昭和25年11月30日電波監理委員会規則第18号）は、電波法に基づき無線設備および高周波利用設備に関する条件を規定する規則である。

## 構成
2025年（令和7年）6月25日現在

### 第1章 総則
第1節　通則
第2節　電波の質
第3節　保護装置
第4節　特殊な装置
第5節　混信防止機能
第6節　周波数帯を維持する機能

### 第2章 送信設備
第1節　通則
第2節　送信装置
第3節　送信空中線

### 第4章 業務別又は電波の型式及び周波数帯別による無線設備の条件
第1節　中波放送を行う地上基幹放送局の無線設備
第1節の2　短波放送を行う地上基幹放送局の無線設備
第2節　超短波放送（デジタル放送を除く。）を行う地上基幹放送局の無線設備
第2節の2　　削除
第2節の2の2　超短波音声多重放送又は超短波文字多重放送を行う地上基幹放送局の無線設備
第2節の3から第2節の6まで削除
第2節の7　超短波放送のうちデジタル放送を行う地上基幹放送局（移動受信用地上基幹放送を行うものを除く。）の無線設備
第2節の8　標準テレビジョン放送、高精細度テレビジョン放送又は超高精細度テレビジョン放送を行う地上基幹放送局（移動受信用地上基幹放送を行うものを除く。）の無線設備
第2節の8の2　移動受信用地上基幹放送を行う地上基幹放送局の無線設備
第2節の9　削除
第2節の10　11.7GHzを超え12.2GHz以下の周波数の電波を使用する標準テレビジョン放送、高精細度テレビジョン放送、超高精細度テレビジョン放送、超短波放送又はデータ放送を行う衛星基幹放送局及び当該衛星基幹放送局と通信を行う地球局の無線設備
第2節の11　12.2GHzを超え12.75GHz以下の周波数の電波を使用する標準テレビジョン放送、高精細度テレビジョン放送、超高精細度テレビジョン放送、超短波放送又はデータ放送を行う衛星基幹放送局及び当該衛星基幹放送局と通信を行う地球局の無線設備
第2節の12　番組素材中継を行う無線局等の無線設備
第2節の13　エリア放送を行う地上一般放送局の無線設備
第3節　船舶局及び海岸局並びに船舶地球局等の無線設備
第3節の2　航空移動業務及び航空交通管制の用に供する無線測位業務の無線局、航空機に搭載して使用する携帯局並びに航空移動衛星業務の無線局の無線設備
第4節　無線方位測定機等
第4節の2　海洋観測等を行う無線標定業務の無線局の無線設備
第4節の2の2　航空機搭載型合成開口レーダーの無線設備
第4節の2の3　無線呼出局（電気通信業務を行うことを目的として開設するものに限る。）の無線設備
第4節の3　携帯無線通信の中継を行う無線局の無線設備
第4節の3の2　符号分割多元接続方式携帯無線通信を行う無線局等の無線設備
第4節の4　時分割・符号分割多重方式携帯無線通信を行う無線局等の無線設備
第4節の4の2　時分割・符号分割多元接続方式携帯無線通信を行う無線局等の無線設備
第4節の4の3　時分割・直交周波数分割多元接続方式携帯無線通信を行う無線局等の無線設備
第4節の4の4　時分割・周波数分割多元接続方式携帯無線通信を行う無線局等の無線設備
第4節の4の5　シングルキャリア周波数分割多元接続方式携帯無線通信を行う無線局等の無線設備
第4節の4の6　直交周波数分割多元接続方式携帯無線通信を行う無線局等の無線設備
第4節の4の7　シングルキャリア周波数分割多元接続方式又は直交周波数分割多元接続方式携帯無線通信を行う無線局及びローカル5Gの無線局等の無線設備
第4節の5　削除
第4節の6　デジタルMCA陸上移動通信を行う無線局等の無線設備
第4節の6の2　高度MCA陸上移動通信を行う無線局等の無線設備
第4節の7　コードレス電話の無線局の無線設備
第4節の8　時分割多元接続方式狭帯域デジタルコードレス電話の無線局の無線設備
第4節の8の2　時分割多元接続方式広帯域デジタルコードレス電話の無線局の無線設備
第4節の8の3　時分割・直交周波数分割多元接続方式デジタルコードレス電話の無線局等の無線設備
第4節の9　PHSの無線局の無線設備
第4節の10　構内無線局の無線設備
第4節の11　特定小電力無線局の無線設備
第4節の12　デジタル空港無線通信を行う無線局等の無線設備
第4節の13　特定ラジオマイクの陸上移動局の無線設備
第4節の13の2　デジタル特定ラジオマイクの陸上移動局の無線設備
第4節の14　小電力セキユリテイシステムの無線局の無線設備
第4節の15　携帯移動衛星データ通信を行う無線局の無線設備
第4節の16　22GHz帯、26GHz帯又は38GHz帯の周波数の電波を使用する陸上移動業務の無線局の無線設備
第4節の17　小電力データ通信システムの無線局の無線設備
第4節の17の2　5.2GHz帯高速データ通信システムの無線局の無線設備
第4節の18　削除
第4節の19　道路交通情報通信を行う無線局の無線設備
第4節の19の2　700MHz帯高度道路交通システムの無線局の無線設備
第4節の20　携帯移動衛星通信を行う無線局の無線設備
第4節の21　インマルサット携帯移動地球局の無線設備
第4節の21の2　海上において電気通信業務を行うことを目的として開設する携帯移動地球局（本邦の排他的経済水域を越えて航海を行う船舶において使用するものに限る。）の無線設備
第4節の21の3　回転翼航空機に搭載して電気通信業務を行うことを目的として開設する携帯移動地球局の無線設備
第4節の21の4　防災対策携帯移動衛星通信を行う携帯移動地球局の無線設備
第4節の22　60MHz帯又は2GHz帯の周波数の電波を使用する陸上移動業務の無線局の無線設備
第4節の22の2　6.5GHz帯又は7.5GHz帯の周波数の電波を使用する陸上移動業務の無線局の無線設備
第4節の22の3　18GHz帯の周波数の電波を使用する陸上移動業務の無線局の無線設備
第4節の23　60GHz帯の周波数の電波を使用する陸上移動業務の無線局の無線設備
第4節の23の2　80GHz帯の周波数の電波を使用する陸上移動局の無線設備
第4節の24　狭域通信システムの無線局等の無線設備
第4節の25　超広帯域無線システムの無線局の無線設備
第4節の26　直交周波数分割多元接続方式広帯域移動無線アクセスシステムの無線局の無線設備
第4節の27　時分割・直交周波数分割多元接続方式広帯域移動無線アクセスシステムの無線局の無線設備
第4節の27の2　シングルキャリア周波数分割多元接続方式又は直交周波数分割多元接続方式広帯域移動無線アクセスシステムGの無線局等の無線設備
第4節の28　200MHz帯広帯域移動無線通信を行う無線局の無線設備
第4節の29　23GHz帯の周波数の電波を使用する陸上移動局の無線設備
第4節の30　400MHz帯の周波数の電波を使用する陸上移動局の無線設備
第4節の31　無人移動体画像伝送システムの無線局の無線設備
第4節の32　920MHz帯の周波数の電波を使用する陸上移動局の無線設備
第5節　非常局の無線設備
第6節　国際通信（国際放送を除く。）を行なう無線局の無線設備
第7節　簡易無線局の無線設備
第7節の2　市民ラジオの無線局の無線設備
第7節の2の2　気象援助局の無線設備
第7節の2の3　他の一の地球局によつてその送信の制御が行われる小規模地球局の無線設備
第7節の2の4　携帯無線通信等を抑止する無線局の無線設備追加
第7節の3　振幅変調の電波を使用する無線局の無線設備
第8節　角度変調等の電波を使用する無線局の無線設備
第9節　54MHz以上の周波数の電波を使用して通信系を構成する固定局の無線設備

### 第5章 高周波利用設備
第1節　通則
第2節　通信設備
第3節　通信設備以外の設備
拗音、促音、送り仮名の表記は原文ママ

## 概要

### 第1章
総則としてすべての無線設備に共通な事項を規定している。
電波の質には、送信設備の周波数の許容偏差、発射電波の占有周波数帯幅の値、スプリアス発射または不要な電波の発射の強度の許容値を定めている。
保護装置には、電源回路の遮断（ブレーカー、ヒューズ等）方法について規定している。
特殊な装置には、選択呼出装置、緊急警報信号発生装置等について規定している。
混信防止機能には、コードレス電話やPHS等が備えなければならない混信防止機能について規定している。

### 第2章
すべての送信設備に共通な事項を規定している。
通則には、空中線電力の換算比、空中線電力の算出方法等、空中線電力の許容偏差、人体頭部における比吸収率の許容値について規定している。
送信装置には、周波数の安定のための条件、通信速度、変調、通信方式（単信方式／複信方式）の条件について規定している。
送信空中線には、送信空中線の型式及び構成等について規定している。

### 第3章
すべての受信設備に共通な事項として、副次的に発する電波等の限度（受信機も微弱ながら電波を発射している。）、その他の条件（内部雑音、感度、選択度、了解度）、受信空中線について規定している。

### 第4章
さまざまな無線設備について、変調方式、搬送周波数、搬送波電力、側波帯、総合周波数特性、総合歪率、信号対雑音比、予備電源装置、電波の偏波面、映像送信装置の特性といった規定がなされている。
- 第1節から第2節の13までは、放送局及び関連する無線局の無線設備について規定している。
- 第3節以降はこれ以外の無線設備について規定している。

### 第5章
高周波利用設備について規定している。
通則には、高周波出力の算出方法等について規定している。
通信設備には、適用の範囲、周波数の範囲等、周波数の許容偏差、漏洩電界強度等の許容値、電力線搬送通信設備の条件、誘導式通信設備の条件、通信設備による混信等の防止について規定している。
通信設備以外の設備には、電界強度の許容値、通信設備以外の設備による混信等の防止について規定している。

## 沿革
1950年（昭和25年）
6月に、昭和25年電波監理委員会規則第5号として制定
- 当時の無線設備の種別は次のとおり

1. 放送局の無線設備
2. 船舶局及び海岸局の無線設備
3. 無線方位測定機等
4. 非常局の無線設備
5. 国際通信用の無線設備
6. 気象援助業務及び簡易無線業務の無線設備
7. 30,000kc以上の周波数を使用する無線設備
8. 誘導式無線電信電話

11月に、昭和25年電波監理委員会規則第18号として全部改正
1952年（昭和27年）- 電波監理委員会は廃止され郵政省に統合
- 郵政省設置法の一部改正に伴う関係法令の整理に関する法律[2]による電波法改正附則第3項により郵政省令となる。

1961年（昭和36年）- 昭和36年郵政省令第16号により一部改正　
- 電波の型式の表示、空中線電力の表示法が削除された。
  - 電波法施行規則に規定された。

1982年（昭和57年）- 昭和57年郵政省令第34号により一部改正　
- MCA無線が定義された。

2001年（平成13年）- 中央省庁再編で郵政省は廃止され総務省を設置
- 中央省庁等改革関係法施行法[3]第193条により電波法本則にある郵政省令は総務省令とされ、同法第1304条第1項および中央省庁等改革のための郵政省関係省令の整備に関する省令[4]第17条により総務省令となる。

2005年（平成17年）- 平成17年総務省令第119号により一部改正　
- スプリアス発射等の強度の許容値に関する技術基準が改正された。

2016年（平成28年）- 平成28年総務省令第83号により一部改正　
- 無人移動体画像伝送システムが定義された。